# BHS (sieć handlowa)
BHS Ltd. (British Home Stores, w latach 2005–2010 Bhs) – dawna brytyjska sieć domów towarowych, zajmująca się sprzedażą detaliczną mebli, sprzętu RTV i AGD oraz ubrań. W wielu obiektach należących do BHS znajdowały się dodatkowo restauracje bądź kawiarnie.
Pierwszy dom towarowy British Home Stores otwarty został w 1928 roku w londyńskiej dzielnicy Brixton. W kwietniu 2016 roku sieć liczyła 164 sklepy w Wielkiej Brytanii oraz zatrudniała 11 000 pracowników.

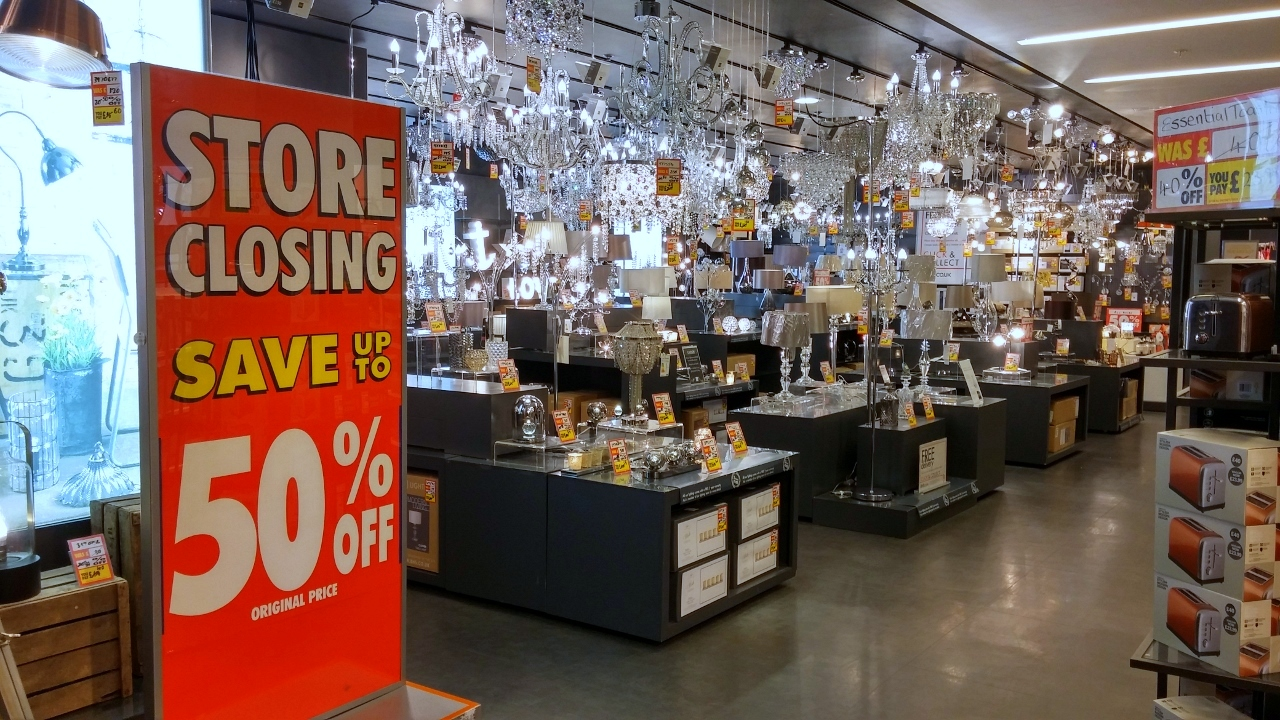
BHS w Leeds (2016).

25 kwietnia 2016 roku wobec znajdującej się na skraju bankructwa spółki wszczęty został proces naprawczy. Spółka nie znalazła nabywcy i zakończyła działalność, a wszystkie sklepy zamknięte zostały do 28 sierpnia 2016 roku.